# Vignanello
Vignanello là một đô thị ở tỉnh Viterbo trong vùng Latium của Ý, có cự ly khoảng 60 km về phía tây bắc của Roma và khoảng 14 km về phía đông nam của Viterbo. Tại thời điểm ngày 31 tháng 12 năm 2004, đô thị này có dân số 4.699 người và diện tích là 20,5 km².
Vignanello giáp các đô thị: Corchiano, Fabrica di Roma, Gallese, Soriano nel Cimino, Vallerano, Vasanello.